# Frank Dittrich
Frank Dittrich (Leipzig (Oost-Duitsland), 23 december 1967) is een voormalig Duitse langebaanschaatser. Zijn specialiteiten waren de stayersafstanden.

## Biografie
Frank Dittrich was een uitstekend schaatser op de stayersafstanden 5000 en 10.000 meter. Tijdens verschillende wereldkampioenschappen schaatsen afstanden mannen won Dittrich vijf bronzen medailles, ook won hij een bronzen medaille op het WK Allround van 1997 in Nagano.
Doordat Frank Dittrich een echte stayer was, miste hij de explosieve kracht en verloor hij op de allround toernooien te veel tijd op de 500 en de 1500 meter. Zijn kracht lag op de lange afstanden en voornamelijk in het laatste gedeelte van deze afstanden. Dittrich kon namelijk een race vlak rijden en naar het eind toe versnellen. Critici meenden dat hij deze versnelling vaak te laat inzette en dat hij hoger op het podium had kunnen eindigen. Hijzelf vond dat hij juist medailles gewonnen heeft door in de eindfase te versnellen.

## Persoonlijke records
| Afstand      | Tijd     | Datum            | Baan           |
| ------------ | -------- | ---------------- | -------------- |
| 500 meter    | 38,41    | 22 januari 2000  | Calgary        |
| 1000 meter   | 1.19,71  | 10 februari 1990 | Berlijn        |
| 1500 meter   | 1.50,89  | 22 januari 2000  | Calgary        |
| 3000 meter   | 3.48,86  | 2 februari 2002  | Salt Lake City |
| 5000 meter   | 6.25,78  | 30 januari 2000  | Calgary        |
| 10.000 meter | 13.19,09 | 11 maart 2001    | Salt Lake City |

## Resultaten
| jaar | EK Allround | Olympische Spelen              | WK Afstanden         | WK Allround |
| ---- | ----------- | ------------------------------ | -------------------- | ----------- |
| 1990 | -           |                                |                      | 16e         |
| 1991 | -           |                                |                      | -           |
| 1992 | 13e         | 4e 5000m 20e 10.000m           |                      | NC21        |
| 1993 | NC17        |                                |                      | NC26        |
| 1994 | NC19        | 8e 5000m 6e 10.000m            |                      | NC20        |
| 1995 | NC14        |                                |                      | 10e         |
| 1996 | 6e          |                                | 5e 5000m · 10.000m   | 10e         |
| 1997 | 6e          |                                | 5000m · 8e 10.000m   | Brons       |
| 1998 | -           | 33e 1500m 5e 5000m 6e 10.000m  | 6e 5000m · 10.000m   | 8e          |
| 1999 | 8e          |                                | 5e 5000m · 10.000m   | 10e         |
| 2000 | 16e         |                                | 4e 5000m · 10.000m   | 8e          |
| 2001 | 12e         |                                | 6e 5000m 4e 10.000m  | 12e         |
| 2002 | 14e         | 43e 1500m 9e 5000m 10e 10.000m |                      | -           |
| 2003 | -           |                                | 9e 10.000m           | -           |
| 2004 | -           |                                | 11e 5000m 6e 10.000m | -           |

- = geen deelname
NC# = niet gekwalificeerd voor de laatste afstand, maar wel als # geklasseerd in de eindrangschikking

### Medaillespiegel
| Kampioenschap     | Goud | Zilver | Brons |
| ----------------- | ---- | ------ | ----- |
| EK Allround       | 0    | 0      | 0     |
| Olympische Spelen | 0    | 0      | 0     |
| WK Afstanden      | 0    | 0      | 5     |
| WK Allround       | 0    | 0      | 1     |